# 偶像艺人
偶像藝人，通稱為偶像（英語：Teenage idol，简作Teen idol，直译：「青少年偶像」，日语： aidoru */?），又可音译为“爱豆”，是藝人的類型之一，是指“被崇拜”、“被仰慕”、“擁有狂熱追求者”的名流，即拥有大量青少年粉丝的名人，相关概念最初起源于日本。青少年偶像通常很年轻，但他们本身并不一定就是青少年。偶像艺人主要是指「與粉絲共享成长过程，存在本身就是一种魅力的人物」，特色是全面打造自己的形象，在歌唱、舞蹈、影视、搞笑等众多领域展开活动。相對於最重視外表的模特，偶像的外表并不一定要非常出类拔萃，反而是比较容易親近的存在。另一方面，因为非常追求内在的“华丽”和个人魅力，一流的偶像與粉絲之間的關係若离若即。

## 概述
在演艺圈中，“偶像”的含义是指在其成长过程中与粉丝分享，并在舞台上活跃着有着独特魅力的人。如果说相比于“存在本身的魅力”而言，主要的职业能力体现在音乐实力上的话，在日本演艺圈这种人不会被分类为“偶像”，而是会被称为“艺术家”或者是“音乐人”。但是，根据个人以及所属经纪公司的意愿而改变所属的范畴也是可能的，所以这几种职业之间的区别比较暧昧。因此，虽然本人自称为“艺术家”，但被分到偶像这个范畴的情况也是存在的。
以前社会的主流是，在20多岁的时候辞去偶像的工作，转身成为“艺术家”或“演员”。但是在2000年以后，这种情况发生了转变。本人在30岁以后仍然能够继续新的挑战，继续作为偶像，将自己的成长过程和个人魅力分享给大家。这种情况也渐渐被大众所认可。

## 各地狀況

### 日本的偶像艺人

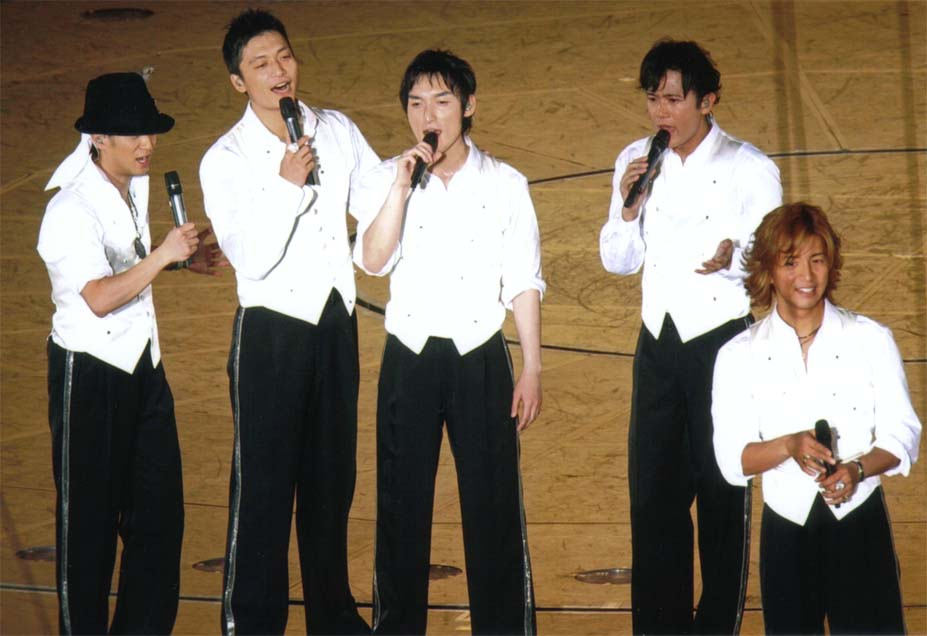
SMAP為日本男子团体的代表人物之一

日本的「偶像」（ / ）最初主要用于称呼日本国外的艺人，日本国内的有人气的艺人一般被称为「明星」（ / ）。
在电视还没有普及的时代，日本主要的娱乐产业还是电影。因此「明星」大部分場合都是指电影明星，特别是加山雄三、吉永小百合、濱田光夫等人，被称为“青春明星”。在美空云雀和吉永小百合的时代，美空云雀、江利智惠美和雪村泉的“三人娘”，还有中尾美枝、伊东由佳里和园真里三人组成的“火花三人娘”之类的组合都获得了很大的人气。
但是在1960年代，随着电影产业的衰退以及电视时代的正式到来，带来的是Group Sounds组合的热潮。在这过程中，和“明星”一起，“偶像”这个称呼也渐渐被广泛使用。
到了1970年，具有青涩而又可爱，贴近生活等特点的“偶像”形象出现了。这时候出现的“偶像”体现的是一个日本的独特的审美意识。同时，随着1986年CBS索尼的创立，一直以来唱片公司把乐曲制作交给自己专属作家的模式也发生了改变。随着没有签约公司的自由作家的活跃，“偶像歌谣”也渐渐繁荣。
民族学者柳田国男是这样描述至今为止的女性偶像产业的繁盛的：原本相较于男性，女性就拥有“敏感”、“细腻”的特征，在此基础上，又拥有一种独特的力量，能够传递出生命的力量，连接通往幸福的道路。也因此，日本偶像产业的繁荣期，和经济的繁荣萧条能够完全保持一致。

### 韩国的偶像艺人

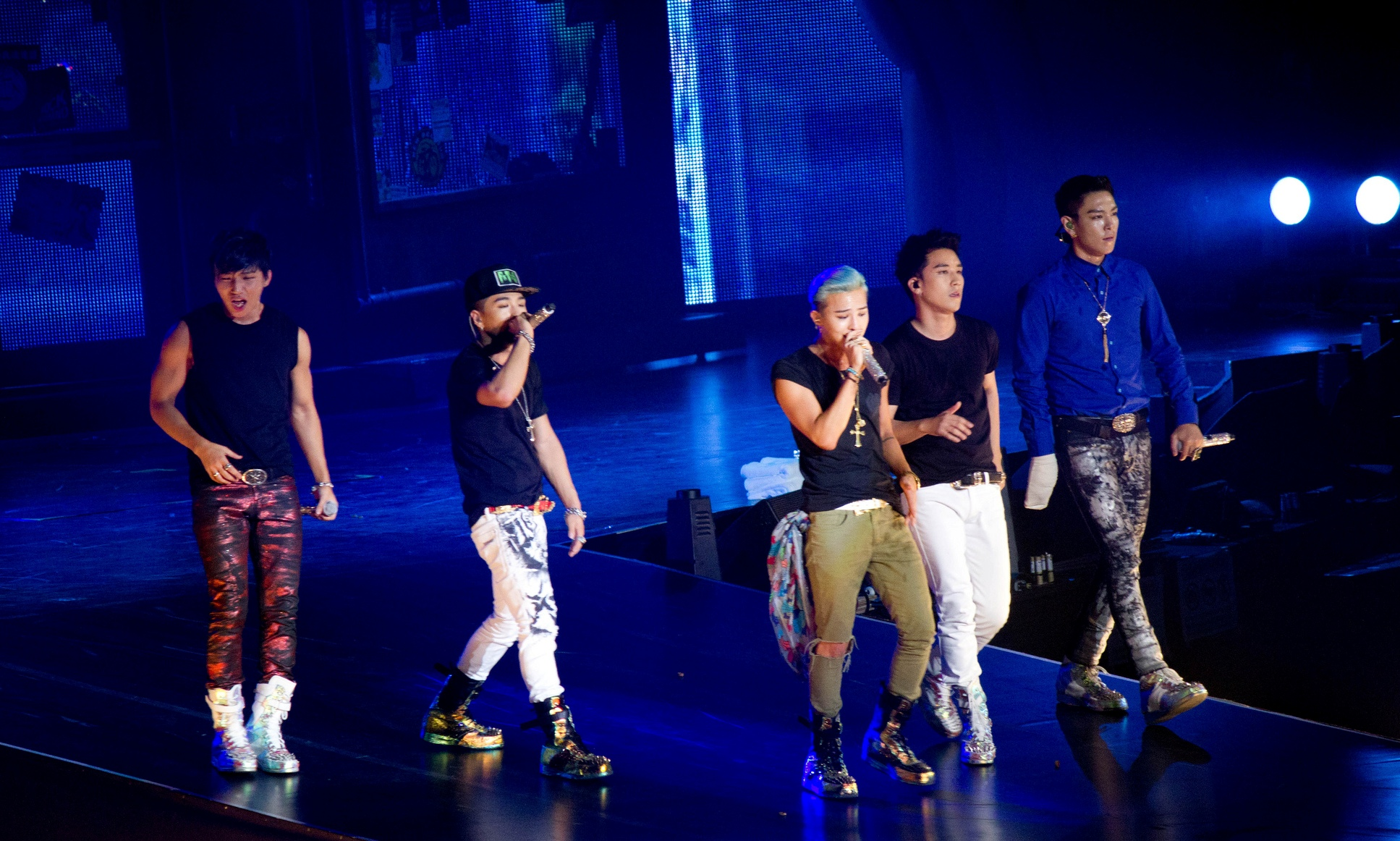
获得2011年MTV欧洲音乐大奖的韩国男团BIGBANG

韩国的偶像（韩语： Aidol */? ）文化與韓國流行音樂的發展息息相關。最早可追溯至韓國SM Entertainment由李秀滿在1996年推出H.O.T 。隨後YG Entertainment由梁鉉錫在1996年推出的「Keep Six」和DSP Media在1997年推出的「水晶男孩」、與JYP娛樂則由朴軫永在1999年推出「g.o.d」，開始了韓國走向現今風靡全球的偶像組合模式。
部分韓國歌唱組合，在1990年代中期，成功進軍大中華地區。另一方面，Hip Hop和R&B音樂亦在這段時間被引入韓國，組合包括Drunken Tiger因此而獲得成功。
21世纪，有一些在韓國成功的偶像組合或歌手開始進軍日本市場，積極在日本接受訪問或做表演、甚至固定演出日本綜藝及電視劇等。同一時期，韓國的偶像文化也隨著韓流的推波助瀾而擴及到全世界，成為韓國娛樂產業在世界上的重要象徵之一。

### 中国的偶像艺人

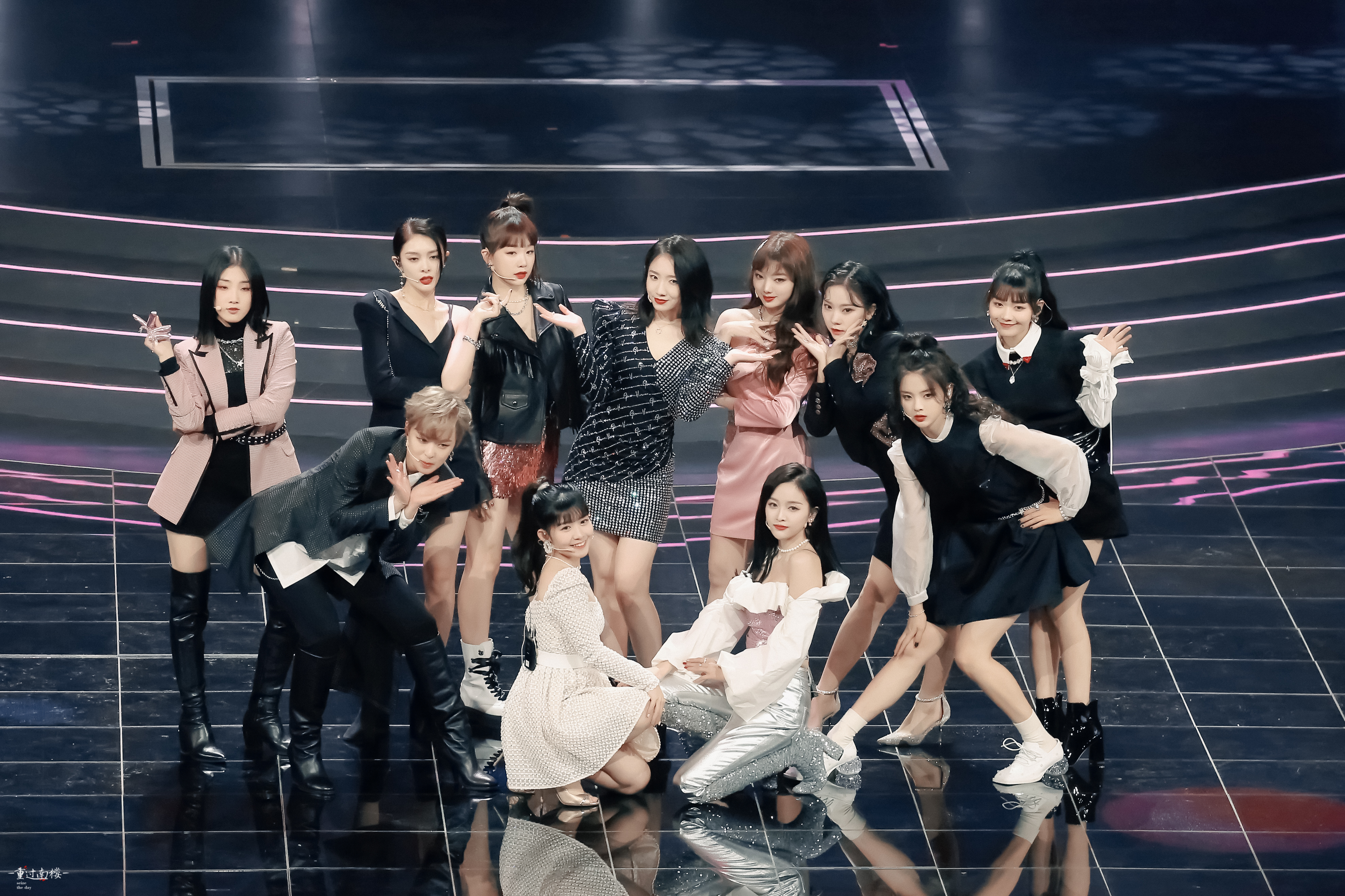
火箭少女101组合

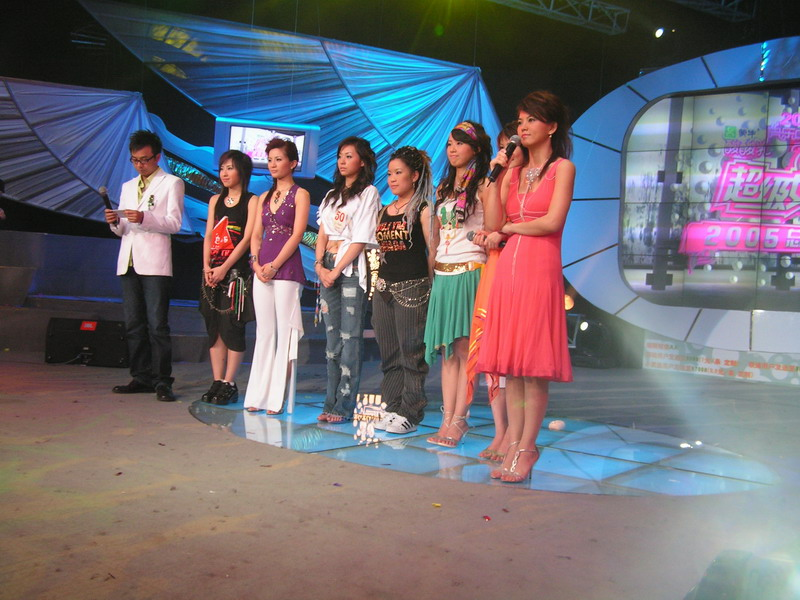
2005年超级女声总决赛第一轮现场

2000年代的中国大陆，《超级女声》《加油！好男儿》等素人选秀节目兴起，造就了一批以李宇春、周笔畅、李易峰、井柏然为代表的平民偶像明星。进入2010年代以后，移动互联网和自媒体的兴起，缩短了明星与粉丝间的距离。此外，随着选秀节目的泛滥，新生代的偶像更加注重通过人设与粉丝形成强情感黏性，偶像养成的趋势日趋明显。
一个比较公认的说法是，2018年是中国的偶像产业的元年，《偶像练习生》和《创造101》两个偶像选秀节目的火爆让“练习生”、“出道”这些选秀节目术语变得为人所热议。相比普遍意义上的明星，偶像产业和粉丝的联系要更加紧密，偶像艺人能否出道，要看粉丝的支持数量，出道后的专辑发行、演唱会等也需要粉丝的消费支持。

### 文獻
- 青木一郎. . 大阪: プラザ. 1990年2月. ISBN 9784915333675.
- 青木一郎. . 大阪: 青心社. 1993年. ISBN 9784915333859.
- 稲増龍夫. . ちくま文庫. 1993年.
- 稲増龍夫. . 日本ファジィ学会誌 (日本知能情報ファジィ学会). 1996-10-15, 8 (5).
- 青柳寛. . 産業経営研究 (日本大学). 1996-03-30, 18: 43–58.
- 濱本和彦「1/f ゆらぎを用いた松浦亜弥の「国民的アイドル度」の客観的評価に関する研究」（東海大学情報理工学部情報メディア学科）
- 竹中夏海「IDOL DANCE!!! ―歌って踊るカワイイ女の子がいる限り、世界は楽しい―」ポット出版、ISBN 9784780801927